# Counting Crows

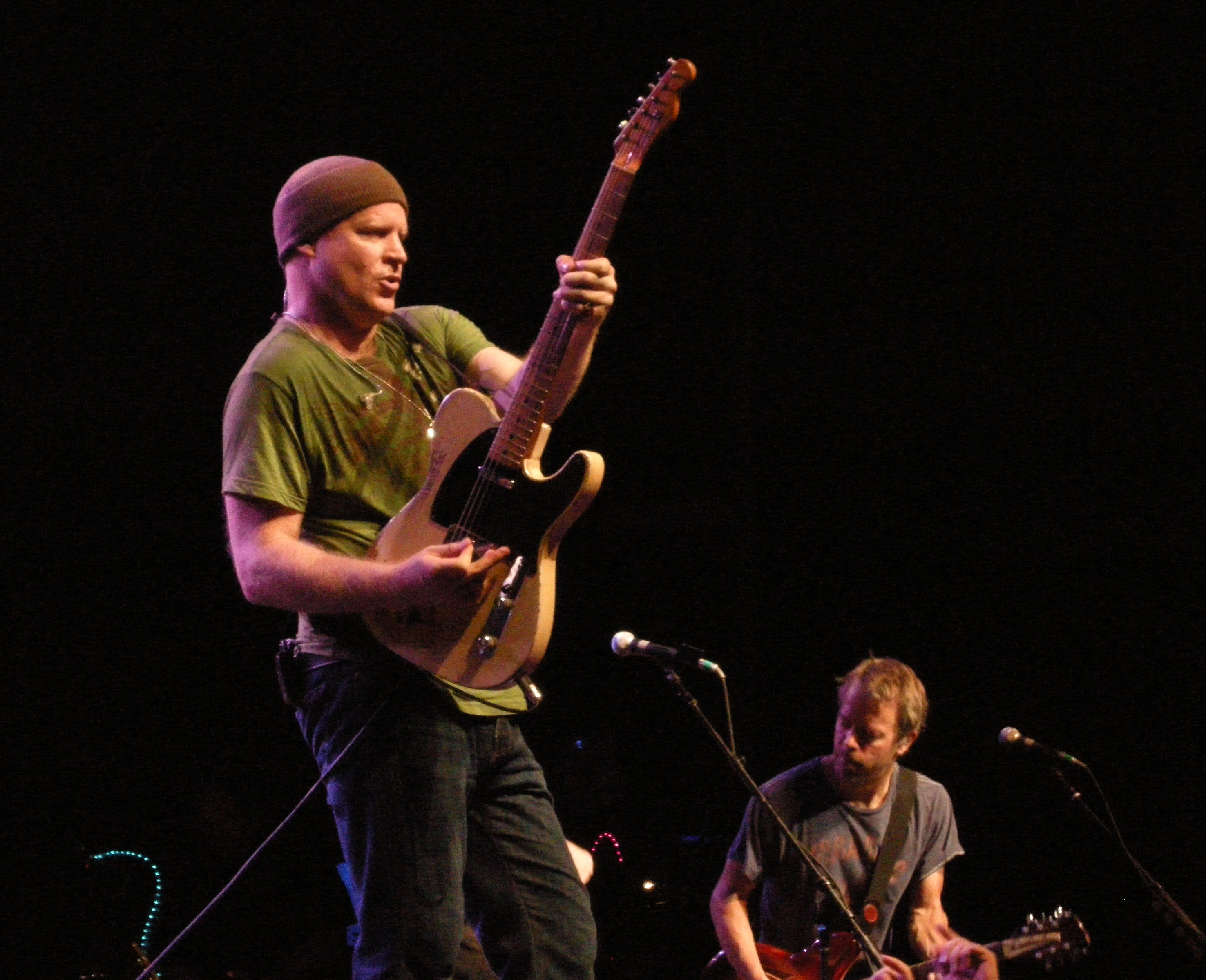
Dan Vickrey spelar med Counting Crows i Ancienne, Bruxelles

Counting Crows är ett amerikanskt rockband bildat år 1991 i San Francisco, Kalifornien.

## Historia
Bandet bildades av Adam Duritz (känd från The Himalayans) och gitarristen David Bryson i San Francisco år 1991. Duritz hade tidigare hjälpt gruppen Sordid Humor men var aldrig medlem i gruppen. Counting Crows bildades egentligen som en akustisk duo och hade spelningar runt Berkeley och San Francisco. När fler personer slöt sig till bandet skrev de kontrakt med Geffen Records. 
Gruppen blev populär under 1993 då de släppte debutskivan August and Everything After, med hitsingeln "Mr. Jones". 1996 släpptes albumet Recovering the Satellites vilket var mycket annorlunda från det första albumet. Albumet hade mer pop- och rockiga låtar än föregångaren, men även melankoliska låtar som "Recovering the Satellites" och singlarna "A Long December" och "Miller's Angels". När detta album släpptes växte populariteten en hel del.
Albumet This Desert Life släpptes 1999 och innehöll låtar som "Colorblind" som även var med i filmen Cruel Intentions. 2002 gjorde bandet en cover på den gamla låten "Big Yellow Taxi" av Joni Mitchell. Låten kom med på skivan Hard Candy samt till soundtracket för filmen Two Weeks Notice, med bland annat Hugh Grant och Sandra Bullock i rollerna. På singelversionen av låten medverkade även Vanessa Carlton på just "Big Yellow Taxi" vilket lockade fler fans till bandet. Senare gjorde bandet covers på låtar som "Maggie May" av Rod Stewart, "Cigarettes & Alcohol" av Oasis, "Atlantic City" av Bruce Springsteen och alternativcountrylåten "Return of the Greivous Angel" av Gram Parsons.
Bandets best of-album släpptes i november 2003 och hade titeln Films About Ghosts. Under samma år turnerade de även med John Mayer, Maroon 5 och Graham Coltons band. Sommaren 2004 släppte gruppen låten "Accidentally in Love" för filmen Shrek 2. Sången nominerades till en Oscar för bästa sång, men vann dock inte. Senare utgåvor av Films About Ghosts innehåller även denna singel.
Sångaren i gruppen, Adam Duritz, jämförs ofta med Bob Dylan och Van Morrison.

## Bandmedlemmar
Nuvarande medlemmar
- Jim Bogios – trummor (2002– )

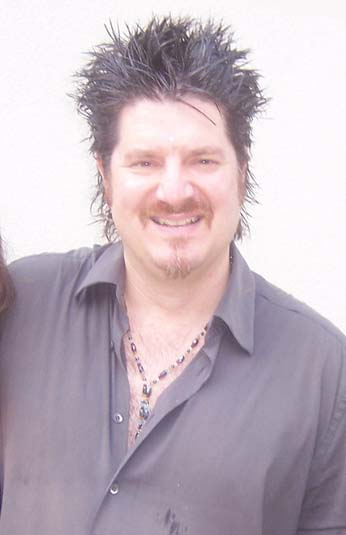
David Immerglück, gitarrist i Counting Crows

- David Bryson – gitarr, bakgrundssång (1991– )
- Adam Duritz – sång, piano (1991– )
- Charles Gillingham – keyboard, dragspel, klarinett, bakgrundssång (1991– )
- David Immerglück – sologitarr, rytmgitarr, basgitarr, pedal steel guitar, banjo, mandolin, bakgrundssång (1999– )
- Millard Powers – basgitarr, rytmgitarr, bakgrundssång (2005– )
- Dan Vickrey – sologitarr, rytmgitarr, banjo, bakgrundssång (1994– )

Tidigare medlemmar
- Steve Bowman – trummor (1992–1994)
- Matt Malley – basgitarr, rytmgitarr, keyboard, bakgrundssång (1992–2005)
- Ben Mize – trummor (1994–2002)

## Diskografi

### Studio- och livealbum
- 1993 – August and Everything After
- 1996 – Recovering the Satellites
- 1998 – Across a Wire: Live in New York City
- 1999 – This Desert Life
- 2002 – Hard Candy
- 2003 – Films About Ghosts
- 2006 – New Amsterdam: Live at Heineken Music Hall 2003
- 2008 – Saturday Nights and Sunday Mornings
- 2012 – Underwater Sunshine (Or What We Did On Our Summer Vacation)
- 2014 – Somewhere Under Wonderland
- 2021 – Butter Miracle Suite One

### Samlingsalbum
- 2003 – Films About Ghosts: The Best Of...
- 2009 – August And Everything After/Recovering The Satelites
- 2012 – Live in New York City: 1997

### Singlar
- 1993 – "Mr. Jones"
- 1994 – "Rain King"
- 1994 – "Round Here"
- 1994 – "Einstein on the Beach (For an Eggman)"
- 1996 – "Angels of the Silence"
- 1996 – "A Murder of One"
- 1997 – "Daylight Fading"
- 1997 – "A Long December"
- 1999 – "Hanginaround"
- 2000 – "All My Friends"
- 2000 – "Mrs. Potter's Lullaby"
- 2002 – "American Girls"
- 2002 – "Miami"
- 2003 – "Big Yellow Taxi"
- 2003 – "If I Could Give All My Love (Richard Manuel is Dead)"
- 2004 – "Accidentally in Love"
- 2004 – "She Don't Want Nobody Near"
- 2008 – "Aural 6"
- 2008 – "You Can't Count on Me"
- 2021 - ”Elevator Boots”